# يونا صابر
يونا صابر (بالعبرية: יונה צבר‏) (ب العبرية: יוֹנָה צַבָּר) من مواليد 1938 في مدينة زاخو (شمال العراق)، أستاذ وباحث لغوي يهودي عراقي. وهو حاليا يشغل منصب أستاذ اللغة العبرية في جامعة كاليفورنيا في لوس أنجلوس، ويتحدث اللغة الآرامية، ونشرت له أكثر من 90 مقال وبحث حول (اليهودية الآرامية-الحديثة) و (فولكلور اليهود الأكراد).
ولد صابر في بلدة زاخو التي تقع في محافظة دهوك العراقية. وهاجر مع عائلته إلى إسرائيل في عام 1951 والتي استقرت في مدينة القدس. حصل على درجة البكالوريوس في اللغة العبرية والعربية من الجامعة العبرية في القدس في عام 1963 وعلى درجة الدكتوراه في لغات الشرق الأدنى والآداب من جامعة ييل في عام 1970.
أبنه أرييل صابر وهو صحفي مؤلف وكاتب، وأخيه «شالوم صابر» باحث في الفلوكلور اليهودي.
كانت رحلته الشاقة من تلال كردستان إلى الطرق السريعة في لوس انجلوس هو موضوع الكتاب الحائز على «جائزة النقاد للكتاب في الولايات المتحدة» عام 2008 والذي كان من تأليف ابنه ارييل صابر، والذي كان يحمل عنوان (جنة أبي: الأبن الذي يبحث عن ماضي اليهودي في كردستان العراق) Ariel Sabar's book [http://www.arielsabar.com .

## وصلات خارجية
- Yona Sabar's UCLA website
- My Father's Paradise by Ariel Sabar
- Hollywood Calling by Ariel Sabar
- Prof. Sabar on the claim that Barzani is Jewish by JTA